# Уравнение Швингера — Томонаги
Уравне́ние Шви́нгера — Томона́ги, в квантовой теории поля, основное уравнение движения, обобщающее уравнение Шрёдингера на релятивистский случай.
Волновая функция в релятивистом случае должна быть задана как функционал пространственноподобных гиперповерхностей {\displaystyle \Psi [\sigma ]}. Уравнение Швингера — Томонаги для волновой функции имеет вид:
{\displaystyle i\hbar {\frac {\delta \Psi [\sigma ]}{\delta \sigma (x)}}={\mathcal {H}}(x)\Psi [\sigma ],}
где {\displaystyle {\mathcal {H}}(x)} — плотность гамильтониана
{\displaystyle H(t)=\int {\mathcal {H}}(x)d^{3}\mathbf {x} .}
{\displaystyle x=(x^{0},\mathbf {x} )} — координата в пространстве Минковского {\displaystyle \mathbb {R} ^{1,3}}.
Уравнение Швингера — Томонаги для матрицы плотности, также являющая функционалом пространственноподобных гиперповерхностей, имеет вид:
{\displaystyle i\hbar {\frac {\delta \rho [\sigma ]}{\delta \sigma (x)}}=[{\mathcal {H}}(x),\rho [\sigma ]].}
Пространственноподобные гиперповерхности {\displaystyle \sigma } определяются трёхмерным многообразием в {\displaystyle \mathbb {R} ^{1,3}}, которая может быть расширено во всех пространственноподобных направлениях. Данные многообразия определяются тем, что в каждой точке {\displaystyle x\in \sigma } гиперповерхность имеет единичный нормальный вектор
{\displaystyle n_{\mu }(x)n^{\mu }(x)=1,}
являющийся времениподобным
{\displaystyle n^{0}(x)\geqslant 1.}
Уравнение Швингера — Томонаги является функциональным дифференциальным уравнением. Его можно рассматривать как дифференциальное уравнение в континуальном семействе переменных времени. Для этого необходимо выбрать параметризацию гиперповерхности {\displaystyle \sigma } координатами {\displaystyle \mathbf {x} } трёхмерного пространства {\displaystyle \mathbb {R} ^{3}}, тогда точки {\displaystyle x\in \sigma } могут быть представлены в виде {\displaystyle x=(x^{0}(\mathbf {x} ),\mathbf {x} )}. Таким образом, каждая точка {\displaystyle \mathbf {x} \in \mathbb {R} ^{3}} имеет собственную переменную времени {\displaystyle x^{0}=x^{0}(\mathbf {x} )}.

## Функциональная производная в уравнении Швингера — Томонаги
Рассмотрим точку {\displaystyle x\in \sigma } и варьированную гиперповерхность {\displaystyle \sigma +\delta \sigma }, отличную от {\displaystyle \sigma } лишь в некоторой окрестности {\displaystyle O_{x}} точки {\displaystyle x}. Через {\displaystyle \Omega (x)} обозначим объём четырёхмерной области, заключённой между {\displaystyle \sigma } и {\displaystyle \sigma +\delta \sigma }. Тогда функциональная производная {\displaystyle {\frac {\delta }{\delta \sigma (x)}}} произвольного функционала {\displaystyle F[\sigma ]}, приставляющем собой отображение из множества гиперповерхностей в вещественные числа, определяется следующим образом
{\displaystyle {\frac {\delta F[\sigma ]}{\delta \sigma (x)}}={\underset {\Omega (x)\rightarrow 0}{\lim }}{\frac {F[\sigma +\delta \sigma ]-F[\sigma ]}{\Omega (x)}}.}

## Решение уравнения Швингера — Томонаги
Решение уравнения Швингера — Томонаги для матрицы плотности может быть представлено как
{\displaystyle \rho (\sigma )=U(\sigma ,\sigma _{0})\rho (\sigma _{0})U^{\dagger }(\sigma ,\sigma _{0}),}
где {\displaystyle U(\sigma ,\sigma _{0})} — унитарный оператор эволюции, имеющий вид
{\displaystyle U(\sigma ,\sigma _{0})=\mathrm {Texp} \left[-i\hbar \int _{\sigma _{0}}^{\sigma }{\mathcal {H}}(x)d^{4}x\right],}
где {\displaystyle \mathrm {Texp} } — упорядоченная по времени экспонента. {\displaystyle \rho (\sigma _{0})} — начальная матрица плотности, определённая на начальной гиперповерхности {\displaystyle \sigma _{0}} .
Аналогично, решение уравнения Швингера — Томонаги для волновой функции может быть представлено как
{\displaystyle \Psi (\sigma )=U(\sigma ,\sigma _{0})\Psi (\sigma _{0}),}
где {\displaystyle \Psi (\sigma _{0})} — начальная волновая функция.

## Необходимое условие интегрируемости
Также как дифференциальные уравнения в частных производных требуют для интегрируемости перестановочности этих производных, так и уравнение Швингера — Томонаги для матрицы плотности имеет необходимое условие интегрируемости, требующее перестановочности вариационных производных в произвольных точках каждой фиксированной пространственноподобной гиперповерхности {\displaystyle \sigma }:
{\displaystyle {\frac {\delta ^{2}\rho [\sigma ]}{\delta \sigma (x)\delta \sigma (y)}}-{\frac {\delta ^{2}\rho [\sigma ]}{\delta \sigma (y)\delta \sigma (x)}}=0,\qquad \forall x,y\in \sigma .}
Это условие является следствием требования микропричинности для плотности гамильтониана {\displaystyle {\mathcal {H}}(x)}. Оно утверждает, что гамильтонианы для различных точек пространственноподобных интервалов
{\displaystyle [{\mathcal {H}}(x),{\mathcal {H}}(y)]=0,\qquad (x-y)^{2}<0.}
Действительно, с учётом тождества Якоби, имеем:
{\displaystyle {\frac {\delta ^{2}\rho [\sigma ]}{\delta \sigma (x)\delta \sigma (y)}}-{\frac {\delta ^{2}\rho [\sigma ]}{\delta \sigma (y)\delta \sigma (x)}}=[[{\mathcal {H}}(x),{\mathcal {H}}(y)],\rho [\sigma ]]=0,\qquad \forall x,y\in \sigma .}
Условие интегрируемости обеспечивает однозначность решения.

## Расслоение пространства-времени и уравнение Шрёдингера
Расслоение пространства {\displaystyle \mathbb {R} ^{1,3}} определяется гладким однопараметрическим семейством
{\displaystyle {\mathcal {F}}=\{\sigma (\tau )\}}
состоящим из пространноподобных гиперповерхностей {\displaystyle \sigma (\tau )} с тем свойством, что каждая точка {\displaystyle x\in \mathbb {R} ^{1,3}} принадлежит одной и только одной гиперповерхности {\displaystyle \sigma (\tau )}:
{\displaystyle \forall x\in \mathbb {R} ^{1,3}\;\exists !\tau \in \mathbb {R} :x\in \sigma (\tau ).}
Обозначим гиперповерхность, соответствующую точке {\displaystyle x} как {\displaystyle \sigma _{x}}.
Фиксированное расслоение {\displaystyle {\mathcal {F}}} порождает семейство векторов-состояний
{\displaystyle |\Psi (\tau )\rangle =\Psi (\sigma (\tau )).}
Тогда уравнение Швингера — Томонаги может быть переформулировано в интегральной форме
{\displaystyle |\Psi (\tau )\rangle =|\Psi (0)\rangle -i\hbar \int _{\sigma _{0}}^{\sigma (\tau )}{\mathcal {H}}(x)\Psi (\sigma _{x})d^{4}x.}
Четырёхмерное интегрирование расширяется на область, окружённую начальной гиперповерхностью {\displaystyle \sigma _{0}=\sigma (0)} и гиперповерхностью {\displaystyle \sigma (\tau )} семейства, которое всецело лежит в будущем {\displaystyle \sigma _{0}}.
Пусть гиперповерхности {\displaystyle \sigma (\tau )} могут быть определены неявным выражением
{\displaystyle {\tilde {f}}(x,\tau )=0,}
где {\displaystyle {\tilde {f}}(x,\tau )} — гладкая скалярная функция. Тогда единичный вектор нормали
{\displaystyle n_{\mu }(x)={\frac {1}{\sqrt {{\frac {\partial {\tilde {f}}(x,t)}{\partial x^{\mu }}}{\frac {\partial {\tilde {f}}(x,t)}{\partial x_{\mu }}}}}}{\frac {\partial {\tilde {f}}(x,t)}{\partial x^{\mu }}}.}
Для удобство нормируем функцию {\displaystyle f(x,\tau )=0} определяющую гиперплоскость так, чтобы исключить нормировочный множитель в формуле для нормали
{\displaystyle n_{\mu }(x)={\frac {\partial f(x,t)}{\partial x^{\mu }}}.}
Дифференцируя интегральное уравнение для векторов-состояний
{\displaystyle {\frac {d}{d\tau }}|\Psi (\tau )\rangle =-{\frac {i}{\hbar }}\int _{\sigma (\tau )}\left|{\frac {\partial f}{\partial \tau }}\right|{\mathcal {H}}(x)|\Psi (\tau )\rangle d\sigma (x),}
где интегрирование выполняется по гиперповерхности {\displaystyle \sigma (\tau )\in {\mathcal {F}}}. Это уравнение является ковариантным обобщением уравнения Шрёдингера.
С учётом
{\displaystyle \int _{\sigma (\tau )}\left|{\frac {\partial f}{\partial \tau }}\right|{\mathcal {H}}(x)d\sigma (x)=\int _{\sigma (\tau )}\left|n_{0}{\frac {\partial x_{0}}{\partial \tau }}\right|{\mathcal {H}}(x)d\sigma (x)=H(\tau )}
уравнение движения для векторов-состояния примет вид
{\displaystyle i\hbar {\frac {d}{d\tau }}|\Psi (\tau )\rangle =H(\tau )|\Psi (\tau )\rangle .}

## Историческая справка
Сразу же после появление квантовой механики начали предприниматься попытки построить её релятивистское обобщение. Но на этом пути возникла принципиальная трудность, связанная с тем, что в формализме квантовой механики время играет существенно выделенную роль, отличную от координат. С другой стороны, в теории относительности время и пространственные координаты должны выступать симметрично как компоненты одного 4-вектора.
Чтобы найти релятивистское обобщение уравнения для эволюции состояний, потребовалось понять, что нерелятивистское время играет сразу две роли, которые при релятивистском обобщении расщепляются. С одной стороны, это индивидуальное время события — именно это время должно быть симметрично координатам, с другой — оно служит параметром эволюции, упорядочивающим события в пространственно разнесённых точках. Релятивистским обобщением этой второй функции времени может служить любая совокупность взаимно пространственноподобных точек, такая, что любая времениподобная мировая линия включает одну и только одну точку этой совокупности. Такой совокупностью является пространственноподобная гиперповерхность {\displaystyle \sigma }.
Уравнение в описанной форме было независимо введено С. Томонагой в 1946 году и Дж. Швингером в 1948 году и послужило основой для построения Лоренц-инвариантной теории возмущений.